# Teresa Villaverde
Teresa Morais Villaverde Cabral ComM (Lisboa, 18 de maio de 1966) é uma realizadora, argumentista e produtora portuguesa.

## Biografia
Filha de Alberto Villaverde Cabral.
O seu primeiro filme, A Idade Maior, de 1989, teve estreia mundial na secção Fórum do Jovem Cinema da Berlinale e foi premiado no Festival de Dunquerque, em França (com os prémios de Melhor Actriz e Prémio CICAE), e no Festival de Valência, em Espanha (Prémio Especial do Júri). Três anos mais tarde, Três Irmãos (1992) deu o Prémio para a Melhor Actriz a Maria de Medeiros, no Festival de Veneza, atribuição repetida nos festivais de Cancun e Valência, onde o filme seria distinguido também com os prémios para a melhor realização e melhor fotografia. Os Mutantes (1998), apresentado na Selecção Oficial Un Certain Regard, do Festival de Cannes, foi a obra decisiva na projecção internacional da realizadora que, no Festival de Roma, recebeu o Prémio da ONU e valeu à actriz Ana Moreira, o prémio de Melhor Actriz nos festivais de Taormina e Buenos Aires, a par de um reconhecimento unânime dos críticos e do público português. Transe (2006), foi apresentado em Cannes e Toronto. Cisne (2011), exibido no Festival de Veneza, é o seu mais recente filme.
A 7 de Março de 1997 foi feita Comendadora da Ordem do Mérito.

## Filmografia seleccionada
Realizou os filmes:
- A Idade Maior (1991)
- Três Irmãos (1994)
- Os Mutantes (1998)
- Água e Sal (2001)
- A Favor da Claridade (2004)
- Visions of Europe (2004)
- Transe (2006)
- Cisne (2011)
- Colo (2017)

## Colaboradores recorrentes
| Colaborador                                             | A Idade Maior (1991)                            | Três Irmãos (1994)                              | Os Mutantes (1998)                              | Água e Sal (2001)                               | A Favor da Claridade (2004)                     | Cold Wa(te)r (2004)                             | Transe (2006)                                   | Cisne (2011)                                    | Sara e a Sua Mãe (2014)                         | Colo (2017)                                     | Où en Êtes-vous(...)? (2019)                    | Six Portraits of Pain (2019)                    | Total                                           |
| Membros de elenco frequentes (3 ou mais filmes)         | Membros de elenco frequentes (3 ou mais filmes) | Membros de elenco frequentes (3 ou mais filmes) | Membros de elenco frequentes (3 ou mais filmes) | Membros de elenco frequentes (3 ou mais filmes) | Membros de elenco frequentes (3 ou mais filmes) | Membros de elenco frequentes (3 ou mais filmes) | Membros de elenco frequentes (3 ou mais filmes) | Membros de elenco frequentes (3 ou mais filmes) | Membros de elenco frequentes (3 ou mais filmes) | Membros de elenco frequentes (3 ou mais filmes) | Membros de elenco frequentes (3 ou mais filmes) | Membros de elenco frequentes (3 ou mais filmes) | Membros de elenco frequentes (3 ou mais filmes) |
| ------------------------------------------------------- | ----------------------------------------------- | ----------------------------------------------- | ----------------------------------------------- | ----------------------------------------------- | ----------------------------------------------- | ----------------------------------------------- | ----------------------------------------------- | ----------------------------------------------- | ----------------------------------------------- | ----------------------------------------------- | ----------------------------------------------- | ----------------------------------------------- | ----------------------------------------------- |
| Ricardo Colares                                         | Yes                                             | Yes                                             | Yes                                             |                                                 |                                                 |                                                 |                                                 |                                                 |                                                 |                                                 |                                                 |                                                 | 3                                               |
| Maria de Medeiros                                       | Yes                                             | Yes                                             |                                                 | Yes                                             |                                                 |                                                 |                                                 |                                                 |                                                 |                                                 |                                                 |                                                 | 3                                               |
| Ana Moreira                                             |                                                 |                                                 | Yes                                             | Yes                                             |                                                 |                                                 | Yes                                             |                                                 |                                                 |                                                 |                                                 |                                                 | 3                                               |
| Isabel Ruth                                             | Yes                                             | Yes                                             | Yes                                             |                                                 |                                                 |                                                 |                                                 |                                                 |                                                 |                                                 |                                                 |                                                 | 3                                               |
| Marcello Urgeghe                                        | Yes                                             | Yes                                             |                                                 |                                                 |                                                 |                                                 |                                                 | Yes                                             |                                                 | Yes                                             |                                                 |                                                 | 4                                               |
| Membros de equipa técnica frequentes (3 ou mais filmes) |                                                 |                                                 |                                                 |                                                 |                                                 |                                                 |                                                 |                                                 |                                                 |                                                 |                                                 |                                                 |                                                 |
| Acácio de Almeida (Cinematografia)                      |                                                 |                                                 | Yes                                             |                                                 |                                                 |                                                 |                                                 | Yes                                             |                                                 | Yes                                             |                                                 |                                                 | 3                                               |
| Paulo Belém (Assistente de realização)                  |                                                 |                                                 |                                                 | Yes                                             |                                                 |                                                 | Yes                                             | Yes                                             |                                                 |                                                 |                                                 |                                                 | 3                                               |
| Andrée Davanture (Edição)                               |                                                 |                                                 | Yes                                             | Yes                                             | Yes                                             | Yes                                             | Yes                                             | Yes                                             |                                                 |                                                 |                                                 |                                                 | 6                                               |
| Maria João Mayer (Produção)                             |                                                 |                                                 |                                                 |                                                 | Yes                                             | Yes                                             |                                                 |                                                 |                                                 |                                                 |                                                 | Yes                                             | 3                                               |
| Rodolphe Molla (Edição)                                 |                                                 |                                                 | Yes                                             | Yes                                             |                                                 |                                                 |                                                 |                                                 |                                                 | Yes                                             |                                                 |                                                 | 6                                               |
| Vasco Pimentel (Som)                                    | Yes                                             | Yes                                             | Yes                                             | Yes                                             | Yes                                             | Yes                                             | Yes                                             | Yes                                             | Yes                                             | Yes                                             | Yes                                             |                                                 | 11                                              |
| Manuel Ramos (Maquinista)                               |                                                 | Yes                                             |                                                 |                                                 |                                                 |                                                 | Yes                                             |                                                 |                                                 | Yes                                             |                                                 |                                                 | 3                                               |
| Joël Rangon (Som)                                       |                                                 |                                                 | Yes                                             | Yes                                             |                                                 |                                                 | Yes                                             |                                                 |                                                 | Yes                                             |                                                 |                                                 | 4                                               |
| Carlos Santos (Maquinista)                              | Yes                                             | Yes                                             |                                                 | Yes                                             |                                                 |                                                 |                                                 |                                                 |                                                 |                                                 |                                                 |                                                 | 3                                               |